# I Care 4 U
Az I Care 4 U című album Aaliyah amerikai énekesnő negyedik albuma és első válogatásalbuma. 2002-ben jelent meg, az énekesnő halálát követő évben. Több sikeres száma mellett hat kiadatlan dal is szerepel rajta – Miss You, Don’t Know What to Tell Ya, Come Over, Don’t Worry, All I Need, Erica Kane –, valamint a Got to Give It Up egy remixe.
Az album nagy sikert aratott világszerte, első helyre került a finn és a japán slágerlistán, a top 5-be került az amerikai, argentin, brit, európai, francia, német és svájci listán, és a top 10-be a brazil, a kanadai, a lengyel és az új-zélandi slágerlistán.
Az album az amerikai Billboard 200 slágerlista 3., az R&B/Hip-Hop Albums lista 1. helyére került megjelenése első hetében, amikor 290 669 példányban kelt el. A második héten lejjebb zuhant, a 6., illetve 2. helyre, 280 000 eladott példánnyal. A harmadik héten a Billboard 200-on a 10. helyen állt, az R&B/hiphop-slágerlistának pedig ismét az élére került, 176 000 elkelt példánnyal. Hét héten át vezette a listát. A negyedik héten a Billboard 200-on a 9. helyre került, 138 000 példányban kelt el (a megjelenés utáni első hónapban összesen  884 669 példányban).
Az Egyesült Államokban több mint 1,7 millió példányban kelt el és platinalemez lett, világszerte 6 milliót adtak el belőle.

## Számlista
| #                 | Cím                                    | Producer                    | Szerző                                                               | Hossz |
| ----------------- | -------------------------------------- | --------------------------- | -------------------------------------------------------------------- | ----- |
| 1.                | Back & Forth                           | R. Kelly                    | R. Kelly                                                             | 3:50  |
| 2.                | Are You That Somebody?                 | Timbaland                   | Static                                                               | 4:25  |
| 3.                | One in a Million                       | Timbaland                   | Missy Elliott                                                        | 4:30  |
| 4.                | I Care 4 U                             | Timbaland                   | Elliott                                                              | 4:33  |
| 5.                | More Than a Woman                      | Timbaland                   | Static                                                               | 3:49  |
| 6.                | Don’t Know What to Tell Ya             | Timbaland                   | Static                                                               | 5:01  |
| 7.                | Try Again                              | Timbaland                   | Static                                                               | 4:44  |
| 8.                | All I Need                             | Teddy Bishop                | Johnta Austin                                                        | 3:08  |
| 9.                | Miss You                               | Bishop                      | Austin                                                               | 4:05  |
| 10.               | Don’t Worry                            | Jazze Pha                   | Austin                                                               | 3:52  |
| 11.               | Come Over                              | B. Cox, K. Hicks, Jazze Pha | Austin                                                               | 3:55  |
| 12.               | Erica Kane                             | Rapture & E. Seats          | Static                                                               | 4:38  |
| 13.               | At Your Best (You Are Love)            | R. Kelly                    | Ronald Isley, Marvin Isley, O’Kelly Isley, Ernie Isley, Chris Jasper | 4:52  |
| 14.               | Got to Give It Up (Remix)              | Bud’da                      | Marvin Gaye                                                          | 3:57  |
| Francia bónuszdal |                                        |                             |                                                                      |       |
| 15.               | If Your Girl Only Knew                 | Timbaland                   | Mosley, Elliott                                                      | 4:50  |
| Európai bónuszdal |                                        |                             |                                                                      |       |
| 15./16.           | We Need a Resolution (feat. Timbaland) | Timbaland                   | Static                                                               | 4:02  |
| 16./17.           | Rock the Boat                          | Rapture & E. Seats          | Static                                                               | 4:35  |
|                   | Miss You (videóklip)                   |                             |                                                                      |       |

### Bónusz DVD
- One in a Million
- Are You That Somebody
- Try Again
- We Need a Resolution
- More Than a Woman
- Come Back in One Piece
- 4 Page Letter
- Got to Give It Up [Remix]
- Rock the Boat
- Japanamation Commercial
- Aaliyah Behind the Scenes
- Miss You

## Kislemezek
- Miss You (2002)
- Don’t Know What to Tell Ya (2002)
- Come Over (2003)

## Helyezések
| Slágerlista (2002)                     | Legfelső helyezés |
| -------------------------------------- | ----------------- |
| USA Billboard 200                      | 3                 |
| USA Billboard R&B/Hip-Hop Albums       | 1 (7 hétig)       |
| Ausztrál albumslágerlista              | 43                |
| Brit albumslágerlista                  | 4                 |
| Finn albumslágerlista                  | 15                |
| Francia albumslágerlista               | 4                 |
| Holland albumslágerlista               | 10                |
| Kanadai albumslágerlista               | 25                |
| Német albumslágerlista                 | 2                 |
| Osztrák albumslágerlista               | 16                |
| Svájci albumslágerlista                | 3                 |
| Svéd albumslágerlista                  | 37                |
| Új-zélandi albumslágerlista            | 10                |
| Nemzetközi egyesített albumslágerlista | 4                 |